# Joseph Van Schoor
Pour les articles homonymes, voir Van Schoor.
Joseph Victor Clément, Ghislain Van Schoor (Bruxelles, 19 décembre 1806 - 30 mars 1895) était un avocat et sénateur libéral belge.

## Biographie
Joseph Van Schoor est docteur en droit (Gand, 1829), administrateur-inspecteur de l'Université libre de Bruxelles, membre du Conseil Général des Hospices et Secours de Bruxelles (1847-1880).
Il fut sénateur de l'arrondissement de Bruxelles entre 1847 et 1888, initié en 1828 aux Vrais Amis de l'Union, il dirigera le Grand Orient de Belgique (GOB) de 1863 à 1866.
Il a fondé des écoles gardiennes et est le créateur du refuge des vieillards aux Ursulines (asile hospitalier)[réf. nécessaire].
Le sénateur Joseph Van Schoor avait obtenu divers subsides, notamment de loges .

## Postérité
Une voie de Bruxelles, la rue Van Schoor, porte son nom.